# 陳修平
陳修平，臺灣教育家，現任國立中山大學附屬國光高級中學校長。於1993年畢業於國立中興大學歷史學系，1997年獲國立中興大學歷史碩士學位，2014年於國立彰化師範大學獲工業教育與技術學系教育學博士。曾任國立花蓮女中校長、國立臺南女中校長、臺南市政府教育局局長。2019年接任國立中山大學附屬國光高級中學校長。

## 争议
於2012年8月調任台南女中校長後，便處心積慮以各種方式刁難校內學生社團「台灣文化隊」，僅因台灣文化隊成員常以文化學習的態度到原住民部落體驗與學習異文化。陳校長以各種歪理脅迫台灣文化隊成員於2013年9月改名為「南女文化服務隊」。成員們為表示對陳校長的抗議，乃於2014年2月解散，後來於2014年9月才再重新復社。 （页面存档备份，存于）
2017年1月，台南市議會在野黨議員及媒體進行的台南市政府局處首長滿意度問卷調查中，教育局長陳修平獲得「最不稱職」及「與媒體互動關係最不好」雙料冠軍且排擠校內特定班級